# Bahnstrecke Nienburg–Rahden
| Streckennummer (DB): | 1743                                                 |                                                    |                                                    |
| Kursbuchstrecke (DB): | 12388 (Museumsbahn)                                  |                                                    |                                                    |
| Kursbuchstrecke: | 219g (1946) 219f (Nienburg (Weser) – Abzw Lohe 1946) |                                                    |                                                    |
| Streckenlänge: | 59 km                                                |                                                    |                                                    |
| Spurweite: | 1435 mm (Normalspur)                                 |                                                    |                                                    |
| |                                                      |                                                    |                                                    |
| \| \| \| von Wunstorf \| \| \| \| 0,0 \| Nienburg (Weser) ⊙ \| Nienburg (Weser) ⊙ \| \| \| \| nach Bremen \| \| \| \| \| Weser \| \| \| \| 5,4 \| Abzw Lohe \| Abzw Lohe \| \| \| \| nach Diepholz \| \| \| \| 6,8 \| Lemke \| Lemke \| \| \| 8,7 \| Oyle \| Oyle \| \| \| 10,1 \| Binnen-Bühren \| Binnen-Bühren \| \| \| 14,8 \| Liebenau (Han) ⊙ \| Liebenau (Han) ⊙ \| \| \| \| Anschluss Gewerbegebiet „Am Hasenberge“ \| \| \| \| 18,7 \| Wellie \| Wellie \| \| \| 21,9 \| Steyerberg \| Steyerberg \| \| \| 24,9 \| Bruchhagen \| Bruchhagen \| \| \| 29,6 \| Hoysinghausen ⊙ \| Hoysinghausen ⊙ \| \| \| 33,5 \| Uchte ⊙ \| Uchte ⊙ \| \| \| \| nach Wunstorf \| \| \| \| \| nach Minden ⊙ \| \| \| \| 40,4 \| Warmsen ⊙ \| Warmsen ⊙ \| \| \| \| Gehannfors Hof ⊙ \| \| \| \| 44,8 \| Bohnhorst ⊙ \| Bohnhorst ⊙ \| \| \| 49,5 \| Lavelsloh-Diepenau ⊙ \| Lavelsloh-Diepenau ⊙ \| \| \| \| Landesgrenze Niedersachsen / Nordrhein-Westfalen ⊙ \| \| \| \| 52,2 \| Hahnenkamp ⊙ \| Hahnenkamp ⊙ \| \| \| 54,7 \| Tonnenheide ⊙ \| Tonnenheide ⊙ \| \| \| 57,9 \| Baronia (Anst) ⊙ \| Baronia (Anst) ⊙ \| \| \| \| von Bassum ⊙ \| \| \| \| 58,8 \| Rahden ⊙ \| Rahden ⊙ \| \| \| \| nach Herford \| \| \| \| \| \| \| \| Quellen: [1][2] \| \| \| \| |                                                      |                                                    |                                                    |
| Strecke |                                                      | von Wunstorf                                       | von Wunstorf                                       |
| Bahnhof | 0,0                                                  | Nienburg (Weser) ⊙                                 | Nienburg (Weser) ⊙                                 |
| Abzweig geradeaus und nach rechts |                                                      | nach Bremen                                        | nach Bremen                                        |
| Brücke über Wasserlauf |                                                      | Weser                                              | Weser                                              |
| ehemalige Blockstelle | 5,4                                                  | Abzw Lohe                                          | Abzw Lohe                                          |
| Abzweig geradeaus und ehemals nach rechts |                                                      | nach Diepholz                                      | nach Diepholz                                      |
| ehemaliger Bahnhof | 6,8                                                  | Lemke                                              | Lemke                                              |
| ehemaliger Haltepunkt / Haltestelle | 8,7                                                  | Oyle                                               | Oyle                                               |
| ehemaliger Haltepunkt / Haltestelle | 10,1                                                 | Binnen-Bühren                                      | Binnen-Bühren                                      |
| Dienststation / Betriebs- oder Güterbahnhof | 14,8                                                 | Liebenau (Han) ⊙                                   | Liebenau (Han) ⊙                                   |
| Abzweig ehemals geradeaus und nach rechts |                                                      | Anschluss Gewerbegebiet „Am Hasenberge“            | Anschluss Gewerbegebiet „Am Hasenberge“            |
| Haltepunkt / Haltestelle (Strecke außer Betrieb) | 18,7                                                 | Wellie                                             | Wellie                                             |
| Bahnhof (Strecke außer Betrieb) | 21,9                                                 | Steyerberg                                         | Steyerberg                                         |
| Haltepunkt / Haltestelle (Strecke außer Betrieb) | 24,9                                                 | Bruchhagen                                         | Bruchhagen                                         |
| Bahnhof (Strecke außer Betrieb) | 29,6                                                 | Hoysinghausen ⊙                                    | Hoysinghausen ⊙                                    |
| Kopfbahnhof Strecke bis hier außer Betrieb | 33,5                                                 | Uchte ⊙                                            | Uchte ⊙                                            |
| Abzweig geradeaus und ehemals nach links |                                                      | nach Wunstorf                                      | nach Wunstorf                                      |
| Abzweig geradeaus und ehemals nach links |                                                      | nach Minden ⊙                                      | nach Minden ⊙                                      |
| Bahnhof | 40,4                                                 | Warmsen ⊙                                          | Warmsen ⊙                                          |
| Haltepunkt / Haltestelle |                                                      | Gehannfors Hof ⊙                                   | Gehannfors Hof ⊙                                   |
| Haltepunkt / Haltestelle | 44,8                                                 | Bohnhorst ⊙                                        | Bohnhorst ⊙                                        |
| Bahnhof | 49,5                                                 | Lavelsloh-Diepenau ⊙                               | Lavelsloh-Diepenau ⊙                               |
| ehemalige Grenze |                                                      | Landesgrenze Niedersachsen / Nordrhein-Westfalen ⊙ | Landesgrenze Niedersachsen / Nordrhein-Westfalen ⊙ |
| Haltepunkt / Haltestelle | 52,2                                                 | Hahnenkamp ⊙                                       | Hahnenkamp ⊙                                       |
| Haltepunkt / Haltestelle | 54,7                                                 | Tonnenheide ⊙                                      | Tonnenheide ⊙                                      |
| ehemalige Blockstelle | 57,9                                                 | Baronia (Anst) ⊙                                   | Baronia (Anst) ⊙                                   |
| Abzweig geradeaus und ehemals von rechts |                                                      | von Bassum ⊙                                       | von Bassum ⊙                                       |
| Bahnhof | 58,8                                                 | Rahden ⊙                                           | Rahden ⊙                                           |
| Strecke |                                                      | nach Herford                                       | nach Herford                                       |
| |                                                      |                                                    |                                                    |
| Quellen: |                                                      |                                                    |                                                    |

Die Bahnstrecke Nienburg–Rahden wurde am 15. Januar 1910 von den Preußischen Staatseisenbahnen eröffnet. Die eingleisige Nebenbahn führte von Nienburg/Weser in Niedersachsen über Uchte durch dünn besiedeltes Moorgebiet nach Rahden in Nordrhein-Westfalen. Sie wird heute noch in Teilbereichen für Güter- und Museumsverkehr benutzt.

## Stilllegungen

RBH 904 mit Kesselwagenzug aus Liebenau (Han) in Lemke

Ihre Bedeutung für den fahrplanmäßigen Personennahverkehr war gering. Er wurde daher am 26. Mai 1968 eingestellt. Aber auch danach gab es bei Weserhochwasser Personenbeförderung auf der Schiene zwischen Nienburg und Lemke, da die einzige Straßenverbindung im Zuge der Bundesstraße 6 bis zum Bau der Umgehung von Lemke im Überschwemmungsgebiet lag und bei Hochwasser nicht befahren werden konnte.
Die Einstellung des Güterverkehrs erfolgte schrittweise. Der Abschnitt Steyerberg–Uchte wurde bereits 1970 entwidmet, die Gleise wurden hier später entfernt.
Zwischen Liebenau und Steyerberg wurde der Verkehr am 29. Mai 1994 eingestellt und die Strecke am 1. Januar 1996 stillgelegt. Dazu zählt auch der Anschluss zum Liebenauer Hafen, der einst eigens für die Eibia-Pulverfabrik eingerichtet wurde.
Aktuell befahrbar und in Betrieb ist neben der Museumsbahn Rahden–Uchte der Streckenteil Nienburg–Liebenau, auf dem regelmäßig Kesselwagenzüge zur Versorgung der Firma Oxxynova in Steyerberg verkehren.

## Museumsbahn

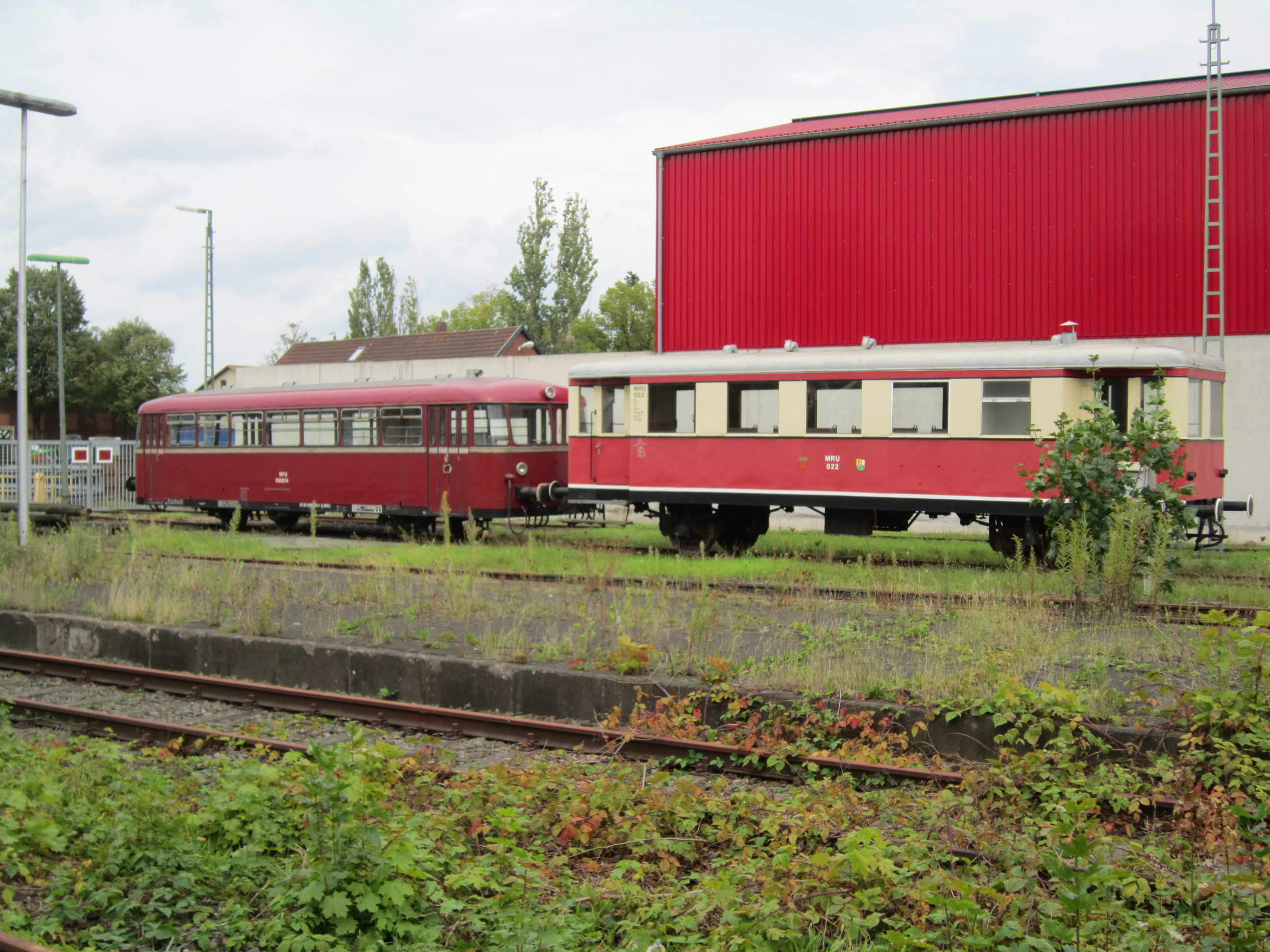
Fahrzeuge der Museumseisenbahn Rahden–Uchte auf dem Gelände des Bahnbetriebswerks Rahden (Kr Lübbecke)

Seit 1991 verkehren auf dem Teilstück zwischen Uchte und Rahden Museumszüge. Eingesetzt werden verschiedene historische Dieseltrieb- und Beiwagen wie eine Garnitur Uerdinger Schienenbusse.
Bis 2002 wurden die Fahrten durch die Ortsgruppe Rahden der Museums-Eisenbahn Minden (MEM) durchgeführt, zum 1. Januar 2003 trennte sich die Gruppe vom Mindener Verein und gründete den heutigen Betreiberverein Museumseisenbahn Rahden-Uchte e. V. (MRU). Zu besonderen Anlässen kommen auch weiterhin gelegentlich Fahrzeuge der MEM, aber auch anderer Museumsbahnen zum Einsatz. Ansonsten wird mit eigenen Fahrzeugen gefahren, wie z. B. einer dreiteiligen Schienenbus-Garnitur.
Eigentümer der Bahnstrecke sind die Stadt Rahden und die Gemeinde Uchte. Eisenbahninfrastrukturunternehmer ist seit 1999 die Rhein-Sieg-Eisenbahn.